# Otto von Völderndorff und Waradein
Heinrich Otto Freiherr von Völderndorff und Waradein (* 12. Juni 1825 in Zweibrücken; † 10. Dezember 1899 in München) war ein deutscher Jurist, bayerischer Ministerialbeamter sowie Schriftsteller und Fachautor.

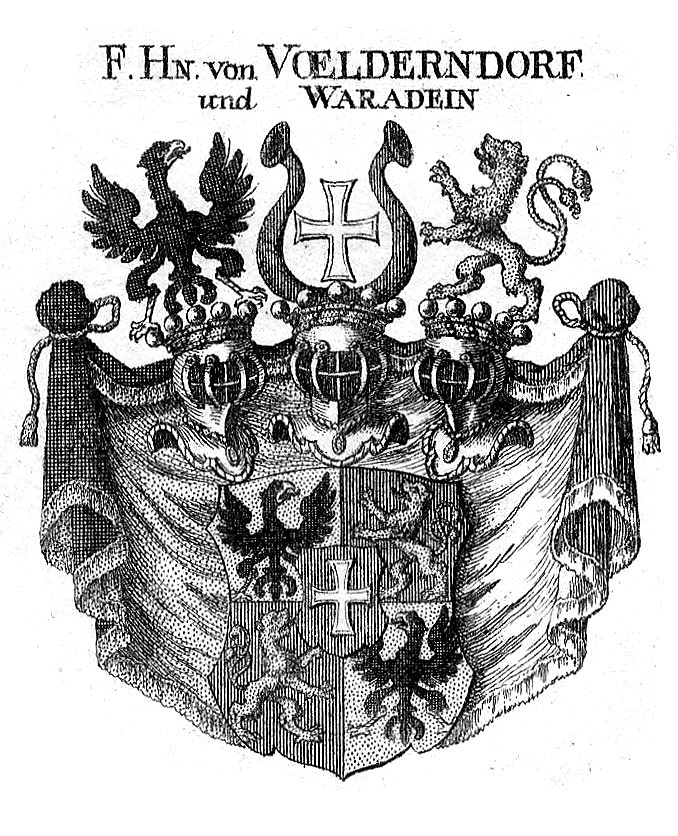
Wappen der Freiherren von Voelderndorff und Waradein

## Leben
Otto von Völderndorff entstammte einem niederösterreichischen Geschlecht. Als der Vater, der bayerische Kämmerer und Generalstaatsprocurator Eduard Friedrich Erdmann Franz Freiherr von Völderndorff (1783–1847) starb, hinterließ er seine zweite Ehefrau, Maria Antonia, geborene Gräfin von Reigersberg (1802–1881), mit zwei eigenen und vier Stiefkindern. Nachdem sie zunächst von ihrem Vater aufgenommen worden war, gab sie Otto mit sechs Jahren sowie zwei seiner Stiefbrüder zu dem protestantischen Pfarrer Gottfried Walker in Haunsheim am Rand der Schwäbischen Alb. Im Alter von dreizehn Jahren, wurde Otto in die königliche Pagerie in München (Erziehungsinstitut auf eigene Kosten für Kinder des immatrikulierten bayerischen Adels) aufgenommen, wo er fünf Jahre blieb.
Für fünf Jahre besuchte er anschließend die Ludwig-Maximilians-Universität in München. Im zweijährigen Grundstudium befasste er sich mit fremden Sprachen, so Hebräisch, Sanskrit und Chinesisch. Für die Bearbeitung einer Preisfrage über den Ursprung der römischen Götternamen wurde ihm eine „öffentliche Belobung“ zuerkannt. Auf Wunsch seines Großvaters, des Grafen von Reigersberg, trat er im dritten Jahr zum Jurastudium über, unter anderem bei dem Nationalökonomen Friedrich von Hermann und dem Juristen Hieronymus von Bayer. 1848 nahm er auch an den revolutionären Studentenbewegungen des Jahres 1848 Teil, wurde Hauptmann im Studentenfreicorps und Präsident der allgemeinen Studentenversammlung. Er schloss sich den Anschauungen der liberalen Adeligen der zweiten Kammer, Hermann von Rotenhan, Gustav von Lerchenfeld, Gottlieb von Thon-Dittmer, Friedrich von Hegnenberg-Dux, Adolf von Scheurl, von Bassus, von Lindenfels und von Pfetten, an und wurde freier Mitarbeiter des „Nürnberger Kuriers“.
Am 18. Oktober 1848 bestand er das Universitätsexamen. 1850 promovierte er zum „Doctor utriusque juris“ mit einer juristischen Schrift „Zur Lehre vom Erlaß“ (d. i. Aufhebung von Verträgen) und bestand im gleichen Jahre den „Staatsconcurs“ mit „Note I“. Anschließend reiste er nach Italien, wo er unter anderem in der Vatikanischen Bibliothek in Rom die Glossatoren und die Kanonischen Sammlungen studierte. Es folgten ein erneutes Rechtspraktikum beim Landgericht München, eine Tätigkeit als Accessist beim Kreis- und Stadtgericht und ein Volontariat bei einem Rechtsanwalt. 1854 wurde er zum Ministerialsekretär und 1856 zum Geheimen Sekretär befördert. 1862 wurde er in der Funktion eines Handelsgerichtsrats an das neuerrichtete Handelsappellationsgericht in Nürnberg versetzt. 1867 wechselte er als Ministerialrat in das Ministerium des Königlichen Hauses und des Äußern, an dem er 30 Jahre lang tätig war.
Mit Richard Wagner hatte er zu verhandeln, als der König den Auftrag gab, dessen politischen Ideen näher zu treten, und auch zu Otto von Bismarck kam er in persönliche Berührung. Am tiefsten berührten ihn die Bemühungen des bayerischen Ministerpräsidenten Chlodwig zu Hohenlohe-Schillingsfürst, eine Verbindung mit dem Deutschland jenseits der Mainlinie wieder herzustellen. Im Auftrage des Ministerpräsidenten entwarf er eine „Verfassung für den süddeutschen Bund“, die zuerst in der „Allgemeinen Zeitung“ erschien, und die er – wie auch den „Entwurf einer Verbindung des Norddeutschen und des Süddeutschen Bundes auf Grund des Prager Friedens“ und den „Entwurf eines Vertrages über die Errichtung eines Eisenbahnvereines“ – in „Hirth's Annalen“ veröffentlichte. Unter den zahlreichen Referaten, die er bearbeitete, war ab 1879 auch die Funktion eines „Rheinschifffahrtsbevollmächtigten“. 1893 wurde er zum Geheimen Rath und am 10. Oktober 1895 zum Staatsrat im außerordentlichen Dienst ernannt.
Otto von Völderndorff war mit Marie, geborene Kray, verheiratet; die Ehe blieb kinderlos.

## Schriften
Otto von Völderndorff veröffentlichte zahlreiche juristische Schriften. Er schrieb 1851 eine „Einleitung in das Studium des Rechtes“, 1856 eine „Abhandlung über die „Papiere au porteur“ (verzinsliche Staatspapiere) nach bayerischem Rechte“, 1857 eine Studie „Über die Form der Rechtsgeschäfte und Commentare zu den Gesetzen, die Gewährleistung bei Viehveräußerungen betreffend“ (1860), „Verjährungsfristen“ (1859), „Abänderungen des Civilrechts“, „Forderungen der Staatsschuldentilgungsanstalt“ (1861), „Gesetz vom 5. Oktober 1863, einige Bestimmungen der allgemeinen deutschen Wechselordnung betreffend“ (1867), und den „Entwurf eines Gesetzes über das Eheliche Güterrecht auf Grund der bayerischen Statutarrechte“, 1867. Ferner einen „Commentar zur Reichs-Concurs-Ordnung“, einen weiteren „Commentar zum Reichsgesetz, betr. die Commanditgesellschaften auf Actien und die Actiengesellschaften“ (1884), und „Deutsche Verfassungen und Verfassungsentwürfe“ (1890). Außerdem lieferte er Beiträge für die „Blätter für Rechtsanwendung“ die „Blätter für administrative Praxis und Polizeigerichtspflege zunächst in Bayern“ die „Allgemeine Zeitung“ und die „Münchener Zeitung“, die Zeitschrift „Der Gerichtssaal“ die „Zeitschrift für Civilrecht und Prozeß“, „Hitzig's Annalen der deutschen und ausländischen Criminal-Rechts-Pflege“ und andere.
Seit Anfang der siebziger Jahre veröffentlichte er feuilletonistische Essays, so in der Beilage der Allgemeinen Zeitung seine „Harmlosen Plaudereien eines alten Münchners“ über Reisen, Politik, Darwin, Volkswirtschaft, das Franzosentum, Literatur und Kunst usw. usf. Ferner „Aus meiner Hofzeit“, und „Vom Reichskanzler Fürsten von Hohenlohe. Erinnerungen“.